# Tubing
Le tubing est une activité récréative dans laquelle l'individu chevauche un pneumatique qui glisse sur l'eau, la neige ou dans l'air.
Selon Time Magazine, le tubing sur l'eau aurait été inventé en Thaïlande par la princesse Chumbhot de Nagar Svarga au milieu du XXe siècle.
Le pneumatique peut glisser librement où être tiré par un véhicule.
Très prisé aux États-Unis, le tubing peut être une activité dangereuse. Entre 1991 et 2009, les blessures liées à la pratique ont augmenté de 250 % avec 7 216 blessures recensées dans le pays en 2009.

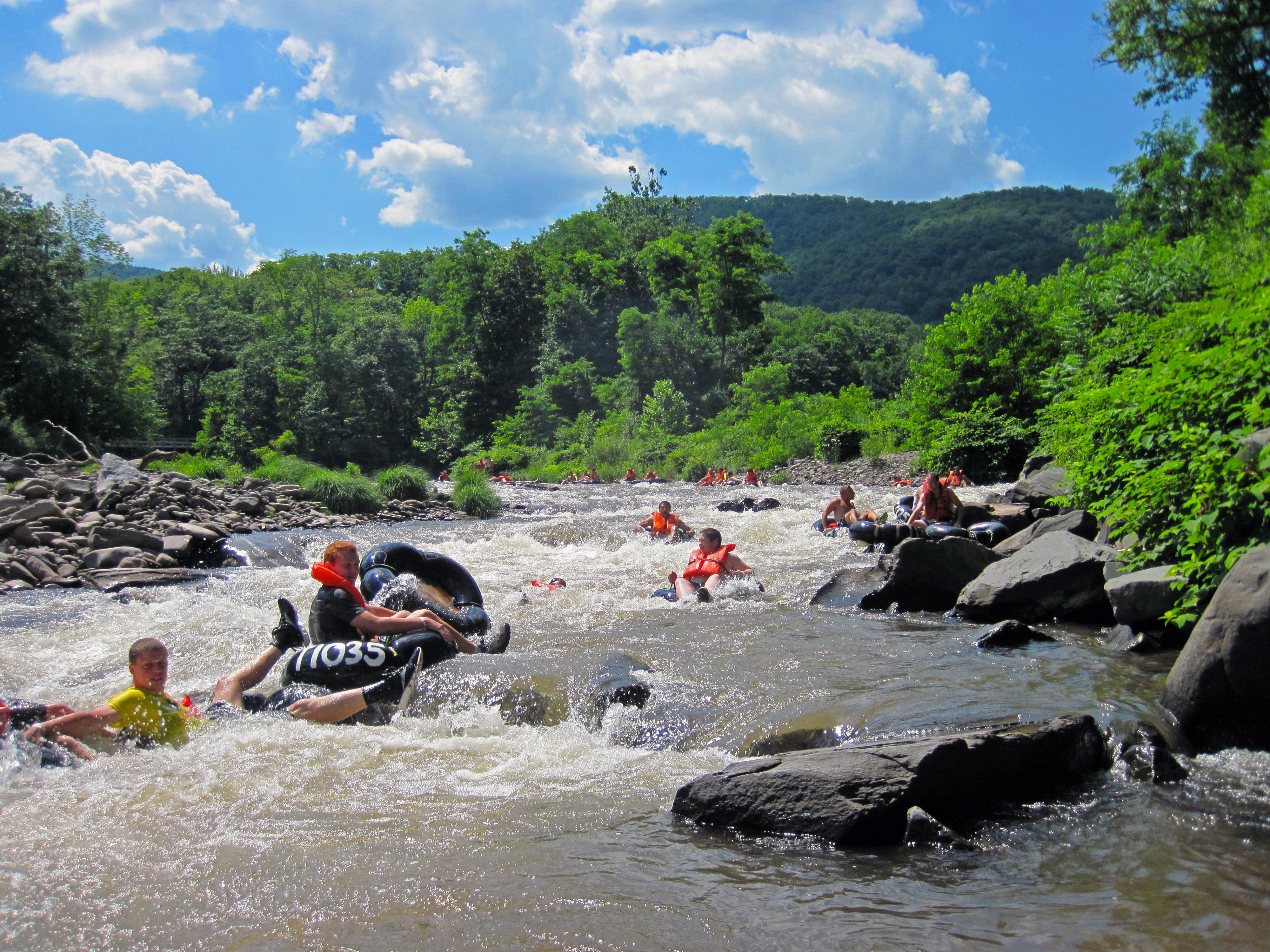
Tubing en eau libre à Esopus Creek.
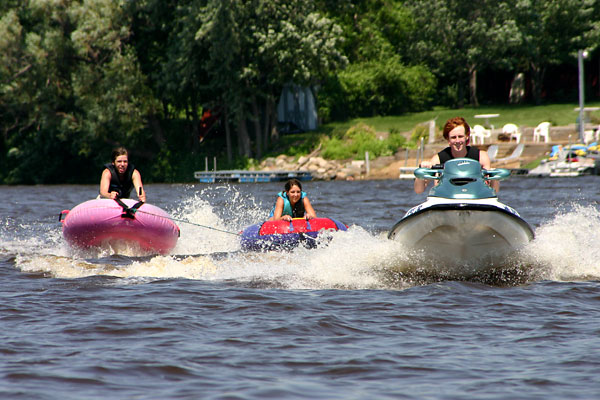
Tubing tracté sur le Mississippi.
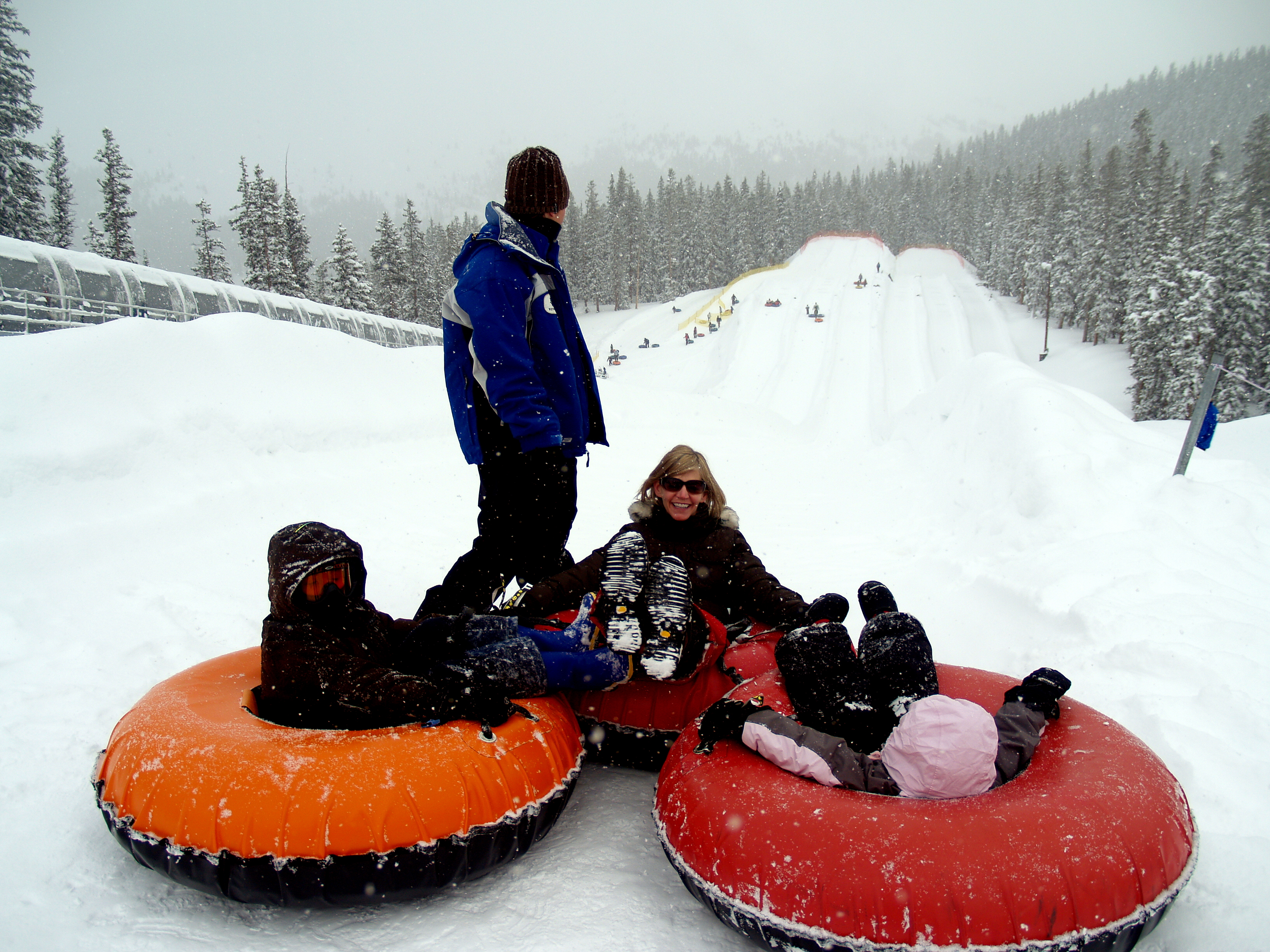
Tubing sur neige dans le Colorado.